# Kenneth Macksey
Kenneth Macksey né le 1er juillet 1923  et mort le 30 novembre 2005 est un auteur et historien britannique spécialisé dans l'histoire militaire et les biographies militaires, en particulier de la Seconde Guerre mondiale. Macksey sert durant la Seconde Guerre mondiale sous le commandement de Percy Hobart, et plus tard, écrit la biographie (autorisée) de ce chef. Macksey atteint le grade de major.
Parmi beaucoup d'autres livres, Macksey écrit deux volumes d'histoire alternative, l'un traitant de l'invasion (réussie) de l'Angleterre par l'Allemagne en 1940 (Opération Seelöwe), et l'autre décrivant une confrontation OTAN - Pacte de Varsovie dans les années 1980. Le dernier livre est écrit sous contrat avec les Forces canadiennes et met en scène les Canadiens comme les protagonistes principaux.
Dans son livre Guderian - Panzer General, il réfute également l'opinion de l'historien Sir Basil Henry Liddell Hart concernant l'influence de Hart sur le développement de la doctrine allemande dans les années menant à 1939.

## Publications
La liste des publications de Macksey est très vaste et comprend les titres suivants:
- (en) Invasion : the alternate history of the German invasion of England July 1940, Ashcroft, Wren's Park Publishing, 2001 (1re éd. 1980) (ISBN 978-0-905778-79-2)
- (en) Guderian : Panzer General, Londres, Greenhill Books, 1992, 1re éd. (ISBN 978-1-85367-059-6)
- (en) Kesselring : German master strategist of the Second World War, Londres, Greenhill Books, 2000 (1re éd. 1978) (ISBN 978-1-85367-422-8)
- (en) Armoured crusader : a biography of Major-General Sir Percy Hobart, Londres, Hutchinson, 1967 (ISBN 978-0-09-084950-5)
- (en) Why the Germans lose at war : the myth of German military superiority, Londres, Greenhill Books, 1999 (1re éd. 1996), 240 p. (ISBN 978-1-85367-383-2)
- (en) Military Errors of World War II, Londres, Arms and Armour Press, 1987 (ISBN 978-0-85368-830-3)
- (en) Rommel : battles and campaigns, Londres, Arms and Armour Press, 1979, 224 p. (ISBN 978-0-85368-232-5)
- (en) Anatomy of a Battle, New York, Stein and Day, 1974, 204 p. (ISBN 978-0-8128-1650-1)
- (en) Panzer Division, the mailed fist, New York, Ballantine Books, 1968 (ISBN 978-0-345-24992-0)
- Beda Fomm : Classic Victory, New York, Ballantine Books, 1971 (ISBN 978-0-345-02434-3)
- Afrika Korps, New York, Ballantine Books, 1968 (ISBN 978-0-345-21687-8)
- (en) avec William Woodhouse, The Penguin encyclopedia of modern warfare : 1850 to the present day, Londres, Viking, 1991 (ISBN 978-0-670-82698-8)
- (en) First clash : Combat close-up in World War Three, USA, Sterling, 1985, 248 p. (ISBN 978-0-7737-2060-2)